# Иноземцев, Фёдор Иванович
Фёдор Ива́нович Инозе́мцев (12 [24] февраля 1802, Белкино, Боровский уезд, Калужская губерния, Российская империя — 6 [18] августа 1869, Москва, Российская империя) — русский хирург, доктор медицины, ординарный профессор Московского университета.
Выполнил 7 февраля 1847 года первую в истории Российской империи операцию с применением эфирного наркоза. Историческое событие состоялось в Риге, столице Лифляндской губернии, на территории Первой городской больницы.

## Биография

### Детские годы
По сообщению М. Д. Бутурлина, семейные предания утверждали, что отец Ф. И. Иноземцева, Иван Ильич, был вывезен ещё мальчиком из Персии или Грузии Петром Александровичем Бутурлиным, давшим ему фамилию. Однако внучатый племянник Ф. И. Иноземцева (сын Н. В. Губерти) утверждал, что будущий знаменитый врач «был внуком пленного персиянина», а его отец, Иван Ильич, с 1801 года был управляющим белкинской усадьбой. В семье Ивана Ильича, согласно исповедным записям по Борисоглебскому приходу села Белкино, в 1806 году было семь детей: дочь Александра — 10 лет, Егор — 8 лет, Пётр — 7 лет, Татьяна — 5 лет, Фёдор — 4 года, Евдокия — 3 года, Елизавета — 2 года.
В 1814 году скончался отец и младших детей разобрали родственники. Старший сын Егор (1798—1866) в это время уже учился в Харьковском университете, медицинский факультет которого со степенью кандидата окончил в 1820 году. К нему и был отправлен, при материальной поддержке графа Бутурлина, Фёдор Иванович Иноземцев.

### Образование
По прибытии в Харьков к брату в 1814 году он продолжил своё образование, начатое в Белкино под руководством сельского священника: учился год в Харьковском уездном училище. После окончания училища поступил в губернскую гимназию за казённый счёт, где лекции по истории естествознания профессора ботаники В. М. Черняева вызвали у него интерес к биологическим наукам. В 1819 году, окончив гимназию, поступил в Харьковский университет. Сначала он прослушал двухлетний курс так называемых «подготовительных общих наук», которые должны были ориентировать молодого человека на выбор будущей специальности. Иноземцев желал специализироваться в медицинских науках, однако, как казённокоштный студент, вопреки желанию, был отправлен на словесный факультет. Пренебрегая лекциями и семинарами, он неустанно демонстрировал нежелание обучаться по этой навязанной ему программе. В результате, из-за какого-то проступка (сути которого по истечении времени понять уже невозможно) его обучение на третьем курсе было остановлено и он был отправлен учителем истории в Льговское городское уездное училище, где ему было поручено преподавать арифметику, геометрию и немецкий язык.
В 1825 году ему удалось добиться отставки с казённой службы с формулировкой «по состоянию здоровья» и через полтора года, в 1826 году, он поступил на медицинский факультет Харьковского университета, где началось его становление на пути реформатора отечественной хирургии. Уже на втором курсе он начал заниматься практической хирургией в клинике преподавателя Харьковского университета Н. И. Еллинского. В 1829 года третьекурснику Иноземцеву Еллинский доверил проведение первой в его жизни операции, по ампутации голени раненому, что стало начальным пунктом его хирургической карьеры.

### Учёба в Профессорском институте в Дерпте
Вскоре после окончания медицинского факультета, на котором Иноземцев учился на казённый, государственный счёт, он должен был прослужить шесть лет на правительственной службе. Однако в это время были открыты профессорские институтские курсы в Дерпте, куда направлялись выпускники университетов для подготовки к профессорскому званию. По настоянию старшего брата Егора Иноземцева и своего наставника Еллинского он сдал вступительные экзамены, которые отличались высоким уровнем сложности и предполагали всестороннюю осведомлённость соискателя в естественнонаучных областях. Сперва испытания состоялись в Харькове; второй тур прошёл при пристальном внимании правительственных лиц в стенах Императорской Академии наук в Санкт-Петербурге. Вместе с ним из Харькова приехал А. М. Филомафитский, из Казани — Д. Л. Крюков, из Санкт-Петербурга — А. И. Чивилёв, П. Д. Калмыков, из Москвы — П. Г. Редкин и Н. И. Пирогов.
Обучение было нелёгким: преподавание обширной учебной программы велось на немецком языке, поскольку профессура состояла из «прибалтийских или германских немцев». В отчёте за первую половину 1829 года директор Профессорского института В. М. Перевощиков сообщал:

Все воспитанники <…> посещали прилежно лекции, принимали участие в диспутах. Основная проблема <…> — слабое знание немецкого языка у некоторых воспитанников. <…> Все свободное время они посвящали его изучению и достигли успехов. <…> Особо отмечен студент Иноземцев, который <…> показывает отличные способности.
— Карнаух Н. В. Воспитанники профессорского института, их учителя и ученики; механизмы преемственности // Известия РГПИ им. А.И.Герцена. — 2010. — № 121. — С. 131.
Хирургию преподавал в институте И. Ф. Мойер.
В 1833 году состоялась защита докторской диссертации, которая была посвящена двустороннему методу камнесечения «De lithotomiae methode bilaterali». После защиты диссертации Иноземцев вместе с А. М. Филомафитским был отправлен за границу для стажировки в Берлинском, Дрезденском и Венском университетах. Прошёл обучение у профессионалов хирургического дела, из которых следует отметить немцев Грефе, Диффенбаха и Руста. В ходе командировки Иноземцев знакомился с последними достижениями зарубежной медицины в областях терапии, физиологии, патологии и хирургии. В 1835 году вернулся в Россию.

### Назначение в Москву
После возвращения в Россию после посещения центров медицинского образования в Берлине, Дрездене и Вене Иноземцев прочитал лекцию об особенностях оперирования пациентов с каменной болезнью: «Обзор операций, назначаемых в каменной болезни» и неожиданно получил назначение на преподавательскую должность в Московский университет — на кафедру практической хирургии, которую прочили Николаю Ивановичу Пирогову, но тот был госпитализирован в Риге, где проходил ординатуру, с сыпным тифом. В декабре 1835 года Иноземцева утвердили экстраординарным профессором практической хирургии и директором хирургической клиники; уже с 1837 года он — ординарный профессор. В это время он начал посещать литературно-музыкальные салоны; в салоне Еропкиных познакомился с Надеждой Михайловной Еропкиной, которой сделал предложение, но «родные не допустили этого брака».
В 1839—1840 годах он посетил лучшие клиники Германии, Франции и Италии; учился у лучших профессоров-хирургов. В заграничной командировке, в Мариенбаде, он встретился с М. П. Погодиным, через которого познакомился с Н. В. Гоголем. По информации С. А. Смирнова, в Париже он «тяжело перенёс тифозную горячку. Скромная сестра милосердия француженка Маргарита Петровна Давид Гиони-Ромеко с заботливостью ухаживала за ним. Позднее по выздоровлении она приехала к нему в Москву».
После возвращения в Россию, в 1840 году он участвовал в составлении документа по реформированию медицинского образования в Российской империи по западноевропейскому образцу. В 1841 году Иноземцев составил отзыв о труде академика Христиана Христиановича Саломона «Руководство к оперативной хирургии», за который Совет Московского университета наградил его золотой медалью.
Его дерптский знакомый, Н. М. Языков, ввёл его в круг литературного салона А. П. Елагиной, где познакомился со многими известными литераторами, многие из которых стали его пациентами.
В 1846 году благодаря усилиям Иноземцева были открыты терапевтическая и хирургическая клиники московского университета. Во многом их прототипами послужили западные немецкие и французские клинические учреждения, но тем не менее отечественные клиники оказались более прогрессивными согласно отзывам газет; «Московские губернские ведомости» писали: «По общему признанию всех обозревавших подобные учреждения на Западе факультетские клиники превосходят и удобством помещения, и богатством пособий». С этого года Иноземцев возглавил факультетскую хирургическую клинику.

## Новаторское применение эфирного наркоза
В феврале 1847 года, в Риге, Ф. И. Иноземцев провёл успешную операцию с применением эфирного наркоза. Впервые в мире испытание эфирного наркоза состоялось в США 16 октября 1846 года и в Россию эта новинка дошла уже через полгода. Спустя две недели после пионерской рижской операции эфирный наркоз применил его коллега и «заклятый друг» Николай Пирогов, который хорошо освоил этот способ, выполнив в 1847 году, за 9 месяцев, более пятидесяти операций с применением эфирного наркоза (Иноземцев же за это время стал «автором» восемнадцати таких операций). Но ещё до инновационного применения ингаляционного наркоза Иноземцев вместе с профессором Алексеем Филомафитским долго изучал способы безболезненного проведения операций, принимал активное участие в деятельности медицинских комитетов, изучавших проблематику применения наркоза.

## Итоги деятельности
Иноземцева можно считать первооткрывателем многих великих российских врачей, которые слушали его лекции в 1830—1840 годы: в первую очередь можно назвать Ивана Михайловича Сеченова, Николая Васильевича Склифосовского и Сергея Петровича Боткина. Профессор Иноземцев всегда проявлял особую чуткость к студентам, умудряясь в самых противоречивых ситуациях заподозрить в них незаурядный медицинский талант, что неоднократно отмечали современники. Алексей Николаевич Маклаков писал:

Как сейчас вижу это умное подвижное лицо, эти горящие глаза, слышу это живое блестящее серьезное изложение, в котором слышались искренность, чувствовалось увлечение. Лекции эти захватывали слушателей и водворяли среди них тишину, какой не всегда можно достигнуть внешними мерами. Мудрёно ли, что эти блестящие лекции, всегда носившие на себе печать оригинальности, возбуждавшие новые вопросы, оказывали влияние на слушателей и вселяли в них любовь к науке.
Именно Иноземцев начал сочетать активное прививание практических навыков и теоретико-подготовительную деятельность в своей преподавательской работе. Каждый студент медицинского факультета должен был вести дневник естествоиспытателя. Искренняя неподдельная забота о развитии и практическом совершенствовании врачебных способностей студентов отличала его от других коллег-преподавателей, о чём свидетельствует и отзыв профессора Архангельского: 

Новаторство в области преподавания и, в особенности, организация первоклассной для того времени клиники создали Ф. И. Иноземцеву врагов, главным образом, среди врачей-иностранцев, доставлявших ему немало неприятных минут

Николай Евграфович Мамонов писал:

Врачебная помощь, быстрая, сподручная и почти даровая была организована в приёмной <Фёдора Ивановича>. Из этой приёмной образовалась своего рода поликлиника. В ней сбиралось ежедневно не менее десяти врачей, которые под его непосредственным руководством исследовали приходящих больных… Этот рудимент и первообраз частной поликлиник в России удовлетворяли двоякой цели Ф. И-вича и его друзей: помогать бедным больным и через них знакомить публику с врачами, вышедшими из его школы.
— Исторический очерк Общества русских врачей в Москве
Фёдор Иноземцев был настолько популярным врачом, слава о нём гремела настолько широко, что в год он принимал в среднем более 6000 пациентов. Одним из первых в России Иноземцев ввёл в московском университете курс глазных болезней; начал делать операции по исправлению косоглазия; спас от слепоты скульптора Н. А. Рамазанова.
Помимо Иноземцева-хирурга существует ещё одна сторона личности врача: Иноземцев-терапевт, который развивал идею лечения молоком и молочными продуктами. Во всяком случае, особое внимание молоку как целебному средству уделено в терапевтическом сочинении Иноземцева «О лечении молоком простудных и с простудными сопряженных болезней желудочно-лихорадочного свойства», в котором были озвучены теоретические обоснования применения этого продукта в лечении больных простудными заболеваниями. Более того, Иноземцев систематически ратовал за принципиальное объединение этих двух составляющих в личности одного врача, утверждая, что врач-хирург одновременно должен быть терапевтом, поскольку это помогло бы ему в проведении подготовительных мероприятий перед операционным вмешательством.
Особой известностью пользовались «антихолерные капли доктора Иноземцева», которые он активно применял в лечении пациентов — эти капли использовались при желудочно-кишечных расстройствах до середины XX века.
В декабре 1852 года был «пожалован за отличную усердную службу» чином действительного статского советника. Годом ранее, он был внесён в III часть дворянской родословной книги Московской губернии.
В 1858 году, за год до своей отставки, Ф. И. Иноземцев основал «Московскую медицинскую газету», которую редактировал С. А. Смирнов.
В 1861 году Иноземцев отказался от предложения Александра II занять пост председателя основанного им московского Общества русских врачей, уступив его профессору И. М. Соколову, более того — завещал обществу свою газету, а также обширное собрание медицинских инструментов разных времён и свою естественно-научную библиотечную коллекцию. В дальнейшем двадцать лет «Московская медицинская газета» функционировала в качестве незаменимого инструмента просвещения непрофессиональных читателей.
В 1864 году Ф. И. Иноземцев был избран почётным членом Московского университета. 
Скончался в Москве 6 (18) августа 1869 года и был погребён на кладбище при Донском монастыре.

## Награды
- Орден Св. Анны 3-й степени (11.10.1838)
- Орден Св. Станислава 2-й степени (27.02.1843)
- Орден Св. Анны 2-й степени (25.12.1849)
- Орден Св. Анны 2-й степени с императорской короной (20.08.1850)

## Увековечение памяти
- В 1872 году в Московском университете стала выдаваться премия имени Ф. И. Иноземцева (средства на которую московское общество русских врачей собирало с 1869 года);
- К столетнему юбилею Иноземцева было решено создать памятный бронзовый бюст, который в наше время располагается в музее истории Московской медицинской академии имени И. М. Сеченова. С правой стороны бюста (автор — В. С. Бровский), который первоначально располагался на мраморном постаменте, надпись: «В анатомическом театре. Без занятий в анатомическом театре нельзя сделаться рационально образованным, ловким и искусным оператором». На левой стороне надпись — ещё одно изречение, которое любил повторять Иноземцев студентам: «В клинике. Подробное и точное объективное исследование больного при распознавании болезни должно служить главным основанием клинического учения». Сзади приводится ещё одна цитата лектора: «Дома. Всегда делай для всех все, что можешь. Никогда ни от кого ничего себе не требуй и не ожидай». Сейчас бюст стоит на деревянной подставке, а мраморный постамент находится в другом месте.
- В июне 2015 года Городская клиническая больница г. Москвы № 36 была переименована в Государственное бюджетное учреждение здравоохранения города Москвы «Городская клиническая больница имени Ф. И. Иноземцева Департамента здравоохранения города Москвы»[8].

## Отзывы современников
Известный историк, археолог, ценитель и коллекционер русских древностей Пётр Иванович Бартенев так отзывался об Иноземцеве: «полезный профессор, искусный врач, благонамеренный гражданин, добрый человек, приснопамятный друг человечества». Другие отзывы также содержат в себе принципиально высокую оценку личных и профессиональных качеств врача. В частности, стоит привести отзыв Ивана Михайловича Сеченова, создателя физиологической школы медицины: «…Живой по природе, он иногда увлекался на клинических лекциях, и тогда фразы получали у него порывистый, восклицательный характер, произносились с французским шиком. На лекциях по оперативной хирургии он был совсем другой человек, читал скорее монотонно, чем живо. Кафедры топографической анатомии тогда не было, и ему приходилось описывать послойно топографию различных областей тела».

## Научные труды
- статья «О заслугах Лодера в хирургии» (1827);
- статья «Commentatio physiologico-pathologica» (1845);
- «Об анатомико-патологическом значении холеры» (1847);
- «О брюшном раздражении» (Москва, 1852);
- «О лечении холеры сложной ревенной настойкой» (Владимир, 1835; Москва, 1853);
- «Холодно-ревматический процесс» (Москва, 1853);
- «Столбняк у лягушки и значение его у человека» (Москва, 1860 и 1861 годы);
- «О народном врачебно-исправленном лечении падучей болезни настойкой ландыша» (Москва, 1861)
- «Основания патологии и терапии нервного шока» (Москва, 1863).
- «О лечении молоком простудных и с простудными сопряженных болезней желудочно-лихорадочного свойства» (1857).

Также Ф. И. Иноземцев написал (к русскому изданию труда доктора Аксмана «Beiträge zur mikroskopischen Anatomie u. Physiologie des Gangliennervensystems des Menschen und der Wirbelthiere») статью «О значении исследований Аксмана».

## Идеи и умозаключения
В первую очередь в абсолютном большинстве своих научных трудов Иноземцев выступал в роли принципиального поборника анатомо-физиологического подхода в медицине. Исходя из приверженности этому развивавшемуся в то время направлению, Иноземцев пришёл к заключению, что обмен веществ в организме практически невозможен без участия в этом процессе нервной системы. Тем самым он подверг решительной критике теорию целлюлярной патологии, высказанную ранее иностранным членом-корреспондентом Санкт-Петербургской АН, патологом из Германии Рудольфом Вирховым, который утверждал, что все патологические процессы в организме человека вызываются отдельными нарушениями функционирования клеток, что в совокупности и приводит к конкретному патологическому явлению. Именно поэтому, систематически «пропагандируя» суждение о всеобъемлющем влиянии процессов нервной системы на жизнедеятельность человека, в частности, на зарождение патологических явлений, Фёдор Иноземцев разрабатывал изучение проблематики простудных заболеваний: по его мнению, развитие воспалительного процесса на слизистой оболочке носоглотки происходит во многом по причине вовлечения «узловатой» (вегетативной) нервной системы, которая провоцирует дальнейшее развитие простудного заболевания. Причины возникновения многих патологических процессов в органах и тканях он усматривал в нарушении функционирования симпатической нервной системы, которое влекло за собой перебои в кровообращении — они-то и обуславливали возникновение патологий. В том числе, он рассматривал гнойные заболевания в числе тех, которым способствовали сбои в работе отдельных компонентов нервной системы.

## Семья
С 16 февраля 1849 года Ф. И. Иноземцев был женат на сестре милосердия фр. Marie-Marguerite-Theodore, которая ухаживала за ним в Париже во время его болезни тифом. Маргарита Петровна, урождённая Давид Гиони-Ромеко, родилась в Бриве 9 апреля 1817 года; умерла в Москве 3 декабря 1857 года и была похоронена на Введенском кладбище. Их дети: Георгий (06.04.1849—1878) и Иван (24.5.1851—20.12.1852).